# Andrée Peel
Pour les articles homonymes, voir Virot.
 (mars 2010).
Si vous disposez d'ouvrages ou d'articles de référence ou si vous connaissez des sites web de qualité traitant du thème abordé ici, merci de compléter l'article en donnant les références utiles à sa vérifiabilité et en les liant à la section « Notes et références ».
Andrée Peel, née Andrée Marthe Virot, (3 février 1905 - 5 mars 2010), connue comme « l'Agent rose » durant l'occupation allemande, est une héroïne de la Résistance française durant la Seconde Guerre mondiale.

## Biographie
Née Andrée Marthe Virot à Saint-Brieuc, ses parents sont Francis Virot et Martha Virot. Lorsque la Seconde Guerre mondiale éclate, elle dirige un salon de coiffure à Brest.

### Durant la guerre
Après l'invasion allemande, elle s'engage dans la Résistance en participant à la distribution de journaux clandestins. Elle devient ensuite agente P2 du réseau Jade-Fitzroy son nom de code était « agent rose ». Avec son équipe, elle utilise des torches pour guider les avions alliés vers des terrains d'aviation improvisés, et aide les aviateurs, qui ont atterri en France, à embarquer dans des sous-marins ou des bateaux pour fuir la France occupée. Elle sauve ainsi la vie de 102 jeunes soldats et aviateurs et en aide plus de 20 000.
Elle est arrêtée à Paris en 1944, et déportée au camp de concentration de Ravensbrück par le convoi I.227 parti de Paris le 14 juin 1944, avant d'être transférée à Buchenwald. Elle allait être fusillée lorsque l'armée américaine entre dans le camp pour en libérer les prisonniers.
Elle reçoit plus tard une lettre de remerciements de Winston Churchill.

### Après la guerre
Après la guerre, elle rencontre son futur mari, un universitaire anglais nommé John Peel à Paris, et ils s'installent à Long Ashton, près de Bristol.
Promue officier de la Légion d'honneur, elle reçoit ses insignes des mains de son frère, le général Maurice Virot, en 2004.
Le 3 février 2005, alors qu'elle fête ses 100 ans, elle reçoit une lettre de la reine d'Angleterre.
Elle décède dans une maison de retraite de Bristol à l'âge de 105 ans le 5 mars 2010.

## Autobiographie
Elle a publié une autobiographie intitulée Miracles Do Happen, publié en 1999 et traduite en français sous le titre Les miracles existent ! et adaptée au cinéma par William Ennals.

## Odonymie
Une rue porte son nom à Brest.

## Distinctions
Elle est reconnue « Déporté résistant »,.
- Officière de la Légion d'honneur (décret du 16 avril 2004) - Avec traitement DÉPORTÉS-RÉSISTANTS Virot (Andrée, Marthe), épouse Peel, 3 février 1905, sous-lieutenante (chevalier du 27 avril 1967) ;
- Croix de guerre 1939–1945 avec une palme et une étoile d’argent ;
- Médaille de la Résistance française (décret du 15 octobre 1945)[12] ;
- Croix du combattant volontaire agrafe « 1939-1945 » ;
- Croix du combattant volontaire de la Résistance ;
- Médaille de la déportation pour faits de Résistance agrafe « Déporté » ;
- Médaille de reconnaissance de la Nation agrafe « 1939-1945 » ;
- Médaille commémorative de la guerre 1939–1945 agrafe « Libération » ;
- Médaille de la Liberté (Medal of Freedom des États-Unis) ;
- King's Commendation for Brave Conduct (Grande-Bretagne).